# Revolta din Kârgâzstan din 2010
Revolta din Kârgâzstan din 2010 face parte dintr-o serie de nemulțumiri și manifestații ale populației din Kârgâzstan.
Revolta se datorează creșterii furiei împotriva guvernului președintelui Kurmanbek Bakiev, a politicii sale economice și sociale. Revolta civilă populară a început după închiderea mai multor organizații mass-media de către guvern. Protestatarii au preluat controlul asupra unui birou guvernamental din Talas pe 6 aprilie, iar pe 7 aprilie au avut loc ciocniri violente între protestatari și forțe de poliție în capitala Bișkek. Cel puțin 88 morți și 500 de răniți au fost confirmate. Bakiev a acuzat Rusia cum că ar fi în spatele revoltelor deoarece dorește înlăturarea lui după ce a aprobat prelungirea închirierii bazei aeriene Manas americanilor.